# L'Étoile au front
L'Étoile au front és un drama teatral de Raymond Roussel en tres actes de cinc, sis i cinc escenes, estrenada al Teatre del Vaudeville el 5 de maig de 1924 i publicat a costa de l'autor a les edicions Alphonse Lemerre l'any 1925. és el primer text escrit por Roussel expressament per al teatre.
En l'estrena de l'obra es produïren protestes i baralles: «Durant el segon acte, quan un dels meus adversaris cridà als que aplaudien: «Hardi la claque» ("Quina claca!"), Robert Desnos li respongué: «Nous sommes la claque et vous êtes la joue» ("Nosaltres som la claca..." en francès amb el doble sentit de "claque" teatral i de bufetada, "...i vosaltres sou la galta"). L'ocurrència tingué èxit i fou citada per diversos diaris.» Aquesta estrena de l'obra de Roussel constitueix un dels pocs casos de relació directa entre l'autor i el grup dels surrealistes, ja que Roussel es mantingué independent d'aquest, no volent fer part de cap escola literària. Eren més aviat els surrealistes que mostraven una certa devoció per ell. En la referida estrena, no fou únicament Desnos qui sortí en defensa de l'obra, sinó també Aragon i Breton, els quals s'enfrontaren al públic que vociferava en contra.

## Personatges
- Trézel, 55 anys, col·leccionista
- Claude, 30 anys
- Joussac, 50 anys, antiquari
- Gaston, 20 anys
- Çahoud, 25 anys, indi
- Lissandreau, 40 anys
- Geneviève, 20 anys
- Senyora Joussac, 45 anys
- Meljah, 25 anys, mestissa
- Élise, 30 anys
- Zéoug i Leidjé, 16 anys, bessones índies

L'acció es desenrotlla al començament del segle XX, els dos primers actes a Marly, el tercer acte a París.

### Edicions modernes
- Raymond Roussel. L'Étoile au front. Jean-Jacques Pauvert, 1963, p. 230.
- Raymond Roussel. Œuvres théâtrales. Jean-Jacques Pauvert, 2013, p. 854., sous la direction d'Annie Le Brun et de Patrick Besnier

### Anàlisi i crítica
- Philippe G. Kerbellec. Comment lire Raymond Roussel : Cryptanalyse. Jean-Jacques Pauvert, 1988, p. 264. Philippe Kerbellec1988. ISBN 978-2-876-97035-9.
- Raymond Roussel. Comment j'ai écrit certains de mes livres. Gallimard, 1995 (L'Imaginaire). Raymond Roussel1995. ISBN 978-2-070-74120-5.
- François Caradec. Raymond Roussel. Fayard, 1997, p. 456. François Caradec1997. ISBN 978-2-213-59815-4.
- Houppermans, Sjef «Raymond Roussel de la scène au texte» (en francès). Cahiers de l'Association internationale des études francaises, 56, 2004. ISSN: 2076-8443 [Consulta: 27 juny 2019].